# Big Bay (Míchigan)
Big Bay es un lugar designado por el censo ubicado en el condado de Marquette en el estado estadounidense de Míchigan. En el Censo de 2010 tenía una población de 319 habitantes y una densidad poblacional de 20,75 personas por km².

## Geografía
Big Bay se encuentra ubicado en las coordenadas 46°49′2″N 87°42′29″O / 46.81722, -87.70806. Según la Oficina del Censo de los Estados Unidos, Big Bay tiene una superficie total de 15.37 km², de la cual 9.79 km² corresponden a tierra firme y (36.31%) 5.58 km² es agua.

## Demografía
Según el censo de 2010, había 319 personas residiendo en Big Bay. La densidad de población era de 20,75 hab./km². De los 319 habitantes, Big Bay estaba compuesto por el 94.67% blancos, el 0.31% eran afroamericanos, el 1.88% eran amerindios, el 1.25% eran asiáticos, el 0% eran isleños del Pacífico, el 0% eran de otras razas y el 1.88% pertenecían a dos o más razas. Del total de la población el 0.63% eran hispanos o latinos de cualquier raza.